# (413563) 2005 TG45
(413563) 2005 TG45 – planetoida z grupy Atiry okrążająca Słońce w ciągu 205 dni w średniej odległości 0,68 j.a. Została odkryta w 2005 roku. Jest to planetoida należąca do grupy Atiry, podtypu grupy Atena. Jej orbita charakteryzuje się tym, że planetoida przez cały okres obiegu krąży bliżej Słońca niż Ziemia. Planetoida nie ma jeszcze nazwy własnej, a tylko oznaczenie tymczasowe i stały numer.